# Dierath (Leichlingen)
Dierath ist eine aus einer Hofschaft hervorgegangene Ortschaft in der Stadt Leichlingen (Rheinland) im Rheinisch-Bergischen Kreis.

## Lage und Beschreibung
Dierath liegt nordöstlich des Leichlinger Zentrums auf der Leichlinger Hochfläche am Oberlauf des Schmerbachs an der Landesstraße 359. Jenseits der Landesstraße befindet sich unmittelbar benachbart die Hofschaft Hohlenweg. Weitere Nachbarorte sind Roderhof, Grünscheid, Bröden, Kempen, Leysiefen, Pohligshof, Diepenbroich, Oberschmitte, Bennert, Buntenbach, Weide, Waltenrath, Schmerbach, Wachholder, Bergerhof, Bertenrath und Neuland. Wüst gefallen ist Büchelshäuschen.

## Geschichte
Dierath war ein Lehnshof der Abtei Deutz. Die Karte Topographia Ducatus Montani aus dem Jahre 1715 zeigt den Hof unter dem Namen Dierath. Im 18. Jahrhundert gehörte der Ort zum Kirchspiel Leichlingen im bergischen Amt Miselohe. Die Topographische Aufnahme der Rheinlande von 1824 und die Preußische Uraufnahme von 1844 verzeichnet den Ort als Dierath.
1815/16 lebten 50 Einwohner im Ort. 1832 gehörte Dierath der Bürgermeisterei Leichlingen an. Der laut der Statistik und Topographie des Regierungsbezirks Düsseldorf als Hofstadt kategorisierte Ort besaß zu dieser Zeit neun Wohnhäuser und neun landwirtschaftliche Gebäude. Zu dieser Zeit lebten 38 Einwohner im Ort, davon vier katholischen und 34 evangelischen Glaubens.
Im Gemeindelexikon für die Provinz Rheinland werden 1885 13 Wohnhäuser mit 70 Einwohnern angegeben. 1895 besitzt der Ort neun Wohnhäuser mit 55 Einwohnern, 1905 acht Wohnhäuser und 31 Einwohner.